# Kotylniczy Wierch
Kotylniczy Wierch (1032 m) – szczyt w Beskidzie Sądeckim w bocznym grzbiecie Pasma Jaworzyny. Grzbiet ten odgałęzia się w znajdującym się w głównej grani Pasma Jaworzyny wierzchołku Bukowa (1077 m) i biegnie w południowym kierunku poprzez Wielką Bukową (1104 m) do Kotylniczego Wierchu (1032 m). Zachodnie stoki grzbietu opadają do doliny potoku Szczawnik, wschodnie do Szczawniczka – jego dopływu. Przedłużeniem południowych stoków Kotylniczego Wierchu jest bezleśny, niski grzbiet z wierzchołkiem Za Szczawniczkiem (642 m)
Kotylniczy Wierch wznosi się od północnej strony nad terenami zabudowanymi miejscowości Szczawnik i jest całkowicie zalesiony. Dominuje buk i jodła. Bezleśne są jedynie południowe jego podnóża. Są to łąki mieszkańców Szczawnika.
Cały masyw Kotylniczego Wierchu znajduje się na obszarze Popradzkiego Parku Krajobrazowego. Do niedawna był niedostępny turystycznie. Ostatnio jednak wyznakowano gminny szlak turystyki pieszej ze Szczawnika przez Kotylniczy Wierch i Wielką Bukową na główny grzbiet Pasma Jaworzyny, gdzie łączy się z czerwonym szlakiem prowadzącym tym grzbietem.
Nazwa szczytu pochodzi od gwarowego słowa kotelnica, które ma dwa znaczenia: 1) kotlina lub inna depresja w terenie; 2) miejsce kocenia się (i zimowania) owiec. Pochodzące od tego słowa geograficzne nazwy spotyka się w wielu miejscach w Karpatach.